# The Mexican Staring Frog of Southern Sri Lanka
"The Mexican Staring Frog of Southern Sri Lanka" é o sexto episódio da segunda temporada da série de desenho animado estadunidense South Park, e o de número 19 da série em geral. Escrito pelos co-criadores da série, Trey Parker e Matt Stone, e dirigido por Parker, o episódio foi transmitido originalmente em 10 de junho de 1998 através do canal de televisão Comedy Central. No episódio, Kyle, Stan, Cartman, Kenny, Jimbo e Ned participam do talk show de Jesus após vários vídeos falsos feitos pelos meninos.

## Enredo
Os garotos são designados para entrevistar veteranos da Guerra do Vietnã como parte de uma tarefa escolar; Kyle, Stan, Cartman e Kenny entrevistaram o tio de Stan, Jimbo, e seu amigo Ned durante gravação do programa Matando e Caçando' apresentado por Jimbo e Ned. Ambos afirmam que derrotaram todo o exército vietcongues, retornando até a base para o passeio de splash na seção de diversões do acampamento. O Sr. Garrison pensa que os meninos inventaram a entrevista e os colocam de castigo por uma semana. Eles resolvem se vingar de Jimbo e Ned fazendo vídeos falsos do lendário "Sapo Olhudo Mexicano do Sul do Sri Lanka" (Mexican Staring Frog of Southern Sri Lanka), o qual Jimbo e Ned falavam em seu programa.
Os vídeos tornam o programa bem-sucedido, resultando em um declínio na audiência dos demais concorrentes, incluindo o talk show Jesus e Seus Amigos, estrelado por Jesus. Sua produtora decide mudar o formato para se assemelhar à um programa trash, apesar da falta de entusiasmo de Jesus pela ideia. Enquanto isso, Jimbo e Ned vão caçar o sapo, que supostamente pode matar qualquer pessoa com um olhar. Ned vê o sapo falso e entra em estado de coma pelo puro medo. Ao visitá-lo no hospital, os meninos confessam a armação. A produtora de Jesus e Seus Amigos escuta a confissão e os levam para o programa.
Sem o conhecimento de Jesus, a produtora incentiva-os a mentir para aumentar a audiência. Jesus silencia a multidão após um período de discussões, então a mentira é revelada. Stan pede desculpas pelos vídeos do sapo e Jimbo se desculpa pelas histórias do Vietnã. Jesus decide que ele vai reorganizar o formato de seu programa, e como castigo a sua produtora, ele a manda para o inferno.

## Lançamento caseiro
Todos os 18 episódios da segunda temporada, incluindo "The Mexican Staring Frog of Southern Sri Lanka", foram lançados em um box set de DVD em 3 de junho de 2003.